# براكين اليابان
تشكل البراكين (火山 باليابانية كازان Kazan) الكثيرة في اليابان جزءاً مما يدعى ما حول المنطقة البركانية، التي تحيط بالمحيط الهادي. ومع أن الانفجارات والبراكين قد أثّرت بعمق في حياة الشعب الياباني من أقدم العصور، وسببت خسائر كبيرة في الأرواح، إلا أنها تشكل أيضا مناظر طبيعية جميلة وخلابة أثرت تأثيراً عميقاً في نفسية الفرد الياباني. هذا عن فائدة البراكين في تزويد البلاد بالتربة الخصبة.

## قائمة براكين اليابان

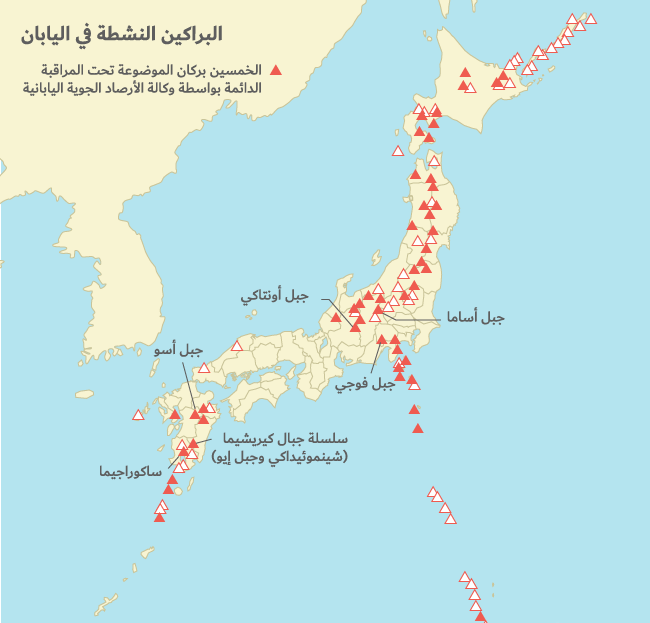
البراكين النشطة في اليابان

| التاريخ     | البركان، المحافظة                         | الوصف                                                                                       |
| ----------- | ----------------------------------------- | ------------------------------------------------------------------------------------------- |
| نوفمبر 2013 | نيشينوشيما (جزر أوغاساوارا)، طوكيو        | ثوران متواصل، تشكل جزيرة جديدة (متواصل)                                                     |
| يونيو 2013  | جبل كوساتسو. شيراني، غونما                | تحذير بعدم الاقتراب من فوهة البركان                                                         |
| أغسطس 2014  | كوتشينو إيرابوجيما، كاغوشيما              | ثوران جبل شينذاكي على نطاق صغير                                                             |
| سبتمبر 2014 | جبل أونتاكي، ناغانو                       | ثورانوانفجار ثم اندلاع البخار، 63 بين متوف ومفقود.                                          |
| نوفمبر 2014 | جبل أسو، كوماموتو                         | ثورات صغيرة النطاق من فوهة بركان ناكاداكي                                                   |
| ديسمبر 2014 | جبل أزوما، فوكوشيما/ياماغاتا              | تحذير بعدم الاقتراب من فوهة البركان                                                         |
| أفريل 2015  | جبل زاؤو، ياماغاتا                        | تحذير بعدم الاقتراب من فوهة البركان (أُلغِيَ يونيو)                                            |
| مايو 2015   | كوتشينوئرابوجيما، كاغوشيما                | ثوران متفجر لجبل شينداكي، تم إجلاء كامل الجزيرة                                             |
| يونيو 2015  | جبل أساما، غونما/ناغانو                   | ثوران صغير النطاق جدا على القمة                                                             |
| يونيو2015   | جبل هاكوني، كاناغاوا                      | ثوران صغير جدا في بركان أوواكوداني، تم حظر الاقتراب                                         |
| يونيو 2015  | جبل مياكان، هوكايدو                       | تحذير بعدم الاقتراب من فوهة البركان                                                         |
| أغسطس 2015  | جبل ساكوراجيما، كاغوشيما                  | صدر أمر بالإجلاء بسبب حدوث تشوه مفاجئ ما أثار مخاوف من حدوث ثوران كبير، ثورانات صغيرة مجددا |
| أغسطس 2015  | إيؤوتو (إيوو جيما، جزر أوغاساوارا)، طوكيو | ثورانات متقطعة على نطاق صغير جدا                                                            |
| سبتمبر2015  | جبل أسو، كوماموتو                         | ثورانات صغيرة قي فوهة بركان ناكاداكي، حظر الاقتراب                                          |

## البنية والشكل

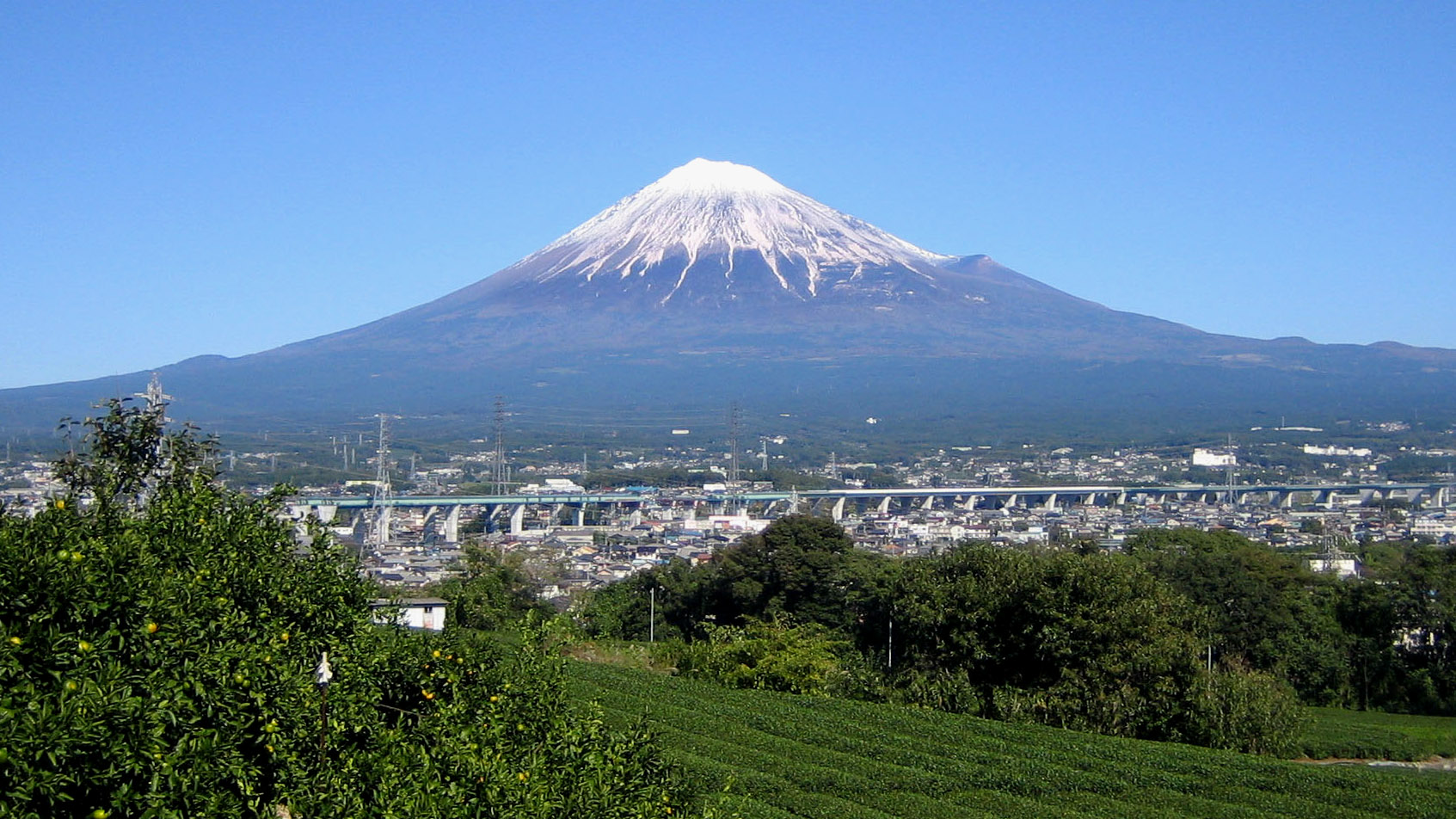
MtFuji FujiCity

العديد من البراكين اليابانية لها الشكل المخروطي المشابه لجبل فوجي (富士山 فوجي سان)الذي أصبح رمزا للبلاد. وقد تشكلت تلك البراكين التي تدعى البراكين العلوية، عن طريق التراكم المتعاقب من سيل الحمم والصخور والكتل البركانية المنبعثة من قمة فوهة البركان. وإحدى ميزات هذا النموذج هي ذاك المظهر الجانبي الذي يتألف من تلك الانحناءة الدالة ذات التنورة الواسعة الجميلة.

## فائدة البراكين
للبراكين منافع كثيرة فهي تساعد في تخصيب الأرض  البور بغبار البركان الذي يحتوي بدوره على معادن كثيرة جيدة لنمو المزروعات والمحاصيل، والأرض الخصبة بدورها تجذب الناس للزراعة كما تساعد البراكين في ظهور الحمامات الساخنة أونسن في اليابان والتي تعد من وسائل جذب السياح واليابانيين على حد سواء.

## البراكين في اليابان اليوم
تمثل الأعداد الكبيرة والمتنوعة من البراكين عبر الأرخبيل الياباني سمة مميزة؛ هناك 188 بركانا ناشطا من آن لآخر منذ الفترة الجيولوجية الرابعة وأكثر من 111 منها ناشطة اليوم، ومن ضمنها براكين ذات اندفاعات عنيفة متعددة مثل أساما-ياما أو باندايزان. وأكثر من ذلك هناك سمة خاصة بمنطقة البركان الياباني وهو تطور الشقوق الكبيرة كتلك التي في آكان، دبزيتسو وأيرا، أما فوهة آسو البركانية الهائلة فليس لها منافس ولا في أي مكان في العالم.